# Konstanze Klosterhalfen
Konstanze Klosterhalfen (Bonn, 18 febbraio 1997) è una mezzofondista tedesca.

## Progressione

### 1500 metri piani
| Stagione | Tempo   | Luogo      | Data      | Rank. Mond. |
| -------- | ------- | ---------- | --------- | ----------- |
| 2023     | 4'05"63 | Doha       | 5-5-2023  |             |
| 2022     | 4'04"60 | Montreuil  | 2-6-2022  |             |
| 2021     | 4'05"26 | Berlino    | 12-9-2021 |             |
| 2019     | 3'59"02 | Zurigo     | 29-8-2019 |             |
| 2018     | 4'06"34 | Norimberga | 22-7-2018 |             |
| 2017     | 3'58"92 | Berlino    | 27-8-2017 |             |
| 2016     | 4'06"91 | Ostrava    | 20-5-2016 |             |
| 2015     | 4'09"58 | Norimberga | 26-7-2015 |             |
| 2014     | 4'19"97 | Losanna    | 3-7-2014  |             |
| 2013     | 4'26"58 | Leverkusen | 22-8-2013 |             |

### 5000 metri piani
| Stagione | Tempo    | Luogo       | Data      | Rank. Mond. |
| -------- | -------- | ----------- | --------- | ----------- |
| 2022     | 14'37"94 | Oslo        | 16-6-2022 |             |
| 2021     | 14'35"88 | Bruxelles   | 3-9-2021  |             |
| 2019     | 14'26"76 | Berlino     | 3-8-2019  |             |
| 2018     | 15'03"73 | Berlino     | 12-8-2018 |             |
| 2017     | 14'51"38 | Karlsruhe   | 19-5-2017 |             |
| 2016     | 15'16"98 | Bergisch G. | 25-8-2016 |             |

## Palmarès
| Anno | Manifestazione      | Sede           | Evento         | Risultato  | Prestazione | Note                                     |
| ---- | ------------------- | -------------- | -------------- | ---------- | ----------- | ---------------------------------------- |
| 2014 | Olimpiadi giovanili | Nanchino       | 1500 m piani   | 4ª         | 4'21"02     |                                          |
| 2015 | Europei U20         | Eskilstuna     | 1500 m piani   | Bronzo     | 4'20"84     |                                          |
| 2016 | Mondiali U20        | Bydgoszcz      | 1500 m piani   | Batteria   | dns         |                                          |
| 2016 | Mondiali U20        | Bydgoszcz      | 3000 m piani   | Bronzo     | 8'46"74     | Miglior prestazione nazionale under 20   |
| 2016 | Giochi olimpici     | Rio de Janeiro | 1500 m piani   | Semifinale | 4'07"26     |                                          |
| 2017 | Europei indoor      | Belgrado       | 1500 m piani   | Argento    | 4'04"45     | Miglior prestazione personale            |
| 2017 | Europei U23         | Bydgoszcz      | 1500 m piani   | Oro        | 4'10"30     |                                          |
| 2017 | Mondiali            | Londra         | 1500 m piani   | Semifinale | 4'06"58     |                                          |
| 2018 | Mondiali indoor     | Birmingham     | 3000 m piani   | 7ª         | 8'51"79     |                                          |
| 2018 | Europei             | Berlino        | 5000 m piani   | 4ª         | 15'03"73    | Miglior prestazione personale stagionale |
| 2019 | Europei indoor      | Glasgow        | 3000 m piani   | Argento    | 8'34"06     |                                          |
| 2019 | Mondiali            | Doha           | 5000 m piani   | Bronzo     | 14'28"43    |                                          |
| 2021 | Giochi olimpici     | Tokyo          | 10000 m piani  | 8ª         | 31'01"97    |                                          |
| 2021 | Europei di cross    | Dublino        | Corsa seniores | 5ª         | 27'12"      |                                          |
| 2022 | Mondiali            | Eugene         | 5000 m piani   | Batteria   | 15'17"78    |                                          |
| 2022 | Europei             | Monaco         | 5000 m piani   | Oro        | 14'50"47    |                                          |
| 2022 | Europei             | Monaco         | 10000 m piani  | 4ª         | 31'05"21    | Miglior prestazione personale stagionale |
| 2022 | Europei di cross    | Venaria Reale  | Corsa seniores | Argento    | 26'29"      |                                          |
| 2022 | Europei di cross    | Venaria Reale  | A squadre      | Oro        | 9 p.        |                                          |
| 2023 | Europei indoor      | Istanbul       | 3000 m piani   | Argento    | 8'36"50     |                                          |
| 2024 | Europei di cross    | Antalya        | Corsa seniores | Argento    | 25'54"      |                                          |
| 2024 | Europei di cross    | Antalya        | A squadre      | 6ª         | 54 p.       |                                          |

## Campionati nazionali
2015
- Argento ai campionati tedeschi indoor, 1500 m piani - 4'15"25

2016
- Oro ai campionati tedeschi indoor, 3000 m piani - 8'56"36

2017
- Oro ai campionati tedeschi, 1500 m piani - 3'59"58
- Oro ai campionati tedeschi indoor, 1500 m piani - 4'04"91

2018
- Oro ai campionati tedeschi, 1500 m piani - 4'06"34
- Oro ai campionati tedeschi indoor, 3000 m piani - 8'36"01

2019
- Oro ai campionati tedeschi, 5000 m piani - 14'26"76
- Oro ai campionati tedeschi indoor, 3000 m piani - 8'32"47

2023
- Oro ai campionati tedeschi indoor, 3000 m piani - 8'34"89

## Altre competizioni internazionali
2017
- Campionati europei a squadre di atletica leggera ( Villeneuve-d'Ascq)
- Oro all'ISTAF Berlin ( Berlino), 1500 m piani - 3'58"92
- Bronzo al Golden Gala ( Roma), 1500 m piani - 3'59"30

2018
- Bronzo all'ISTAF Berlin ( Berlino), miglio - 4'24"27

2019
- Bronzo al Memorial Van Damme ( Bruxelles), 5000 m piani - 14'29"89
- Argento al Prefontaine Classic ( Eugene), 3000 m piani - 8'20"07
- Oro al Birmingham Grand Prix ( Birmingham), miglio - 4'21"11
- 5ª ai London Anniversary Games ( Londra), 1500 m piani - 4'00"43

2020
- Oro al Boston University Last Chance Invitational ( Boston), 5000 m indoor - 14'30"79
- Argento ai Millrose Games ( New York), miglio indoor - 4'17"26

2021
- Oro al Trials of Miles - The Texas Qualifier ( Austin), 10000 m piani - 31'01"71
- 8ª al Memorial Van Damme ( Bruxelles), 5000 m piani - 14'35"88
- 4ª al Prefontaine Classic ( Eugene), 2 miglia - 9'18"16

2022
- 8ª ai Bislett Games ( Oslo), 5000 m piani - 14'37"94
- 4ª al Prefontaine Classic ( Eugene), 2 miglia - 9'16"73
- 12ª all'Athletissima ( Losanna), 3000 m piani - 8'45"36
- Oro alla Mezza maratona di Valencia ( Valencia) - 1h05'41"
- Argento alla Cursa dels Nassos ( Barcellona), 5 km - 14'52"

2023
- 14ª al Bauhaus-Galan ( Stoccolma), 5000 m piani - 15'13"06
- 9ª al Doha Diamond League ( Doha), 1500 m piani - 4'05"63

2024
- 9ª alla Mezza maratona di Valencia ( Valencia) - 1h07'07"